# Železniční trať Hodonín – Holíč nad Moravou
Železniční trať Hodonín – Holíč nad Moravou (v českém jízdním řádu pro cestující byla naposledy označená číslem 332, ve slovenském číslem 115) je jednokolejná mezistátní elektrizovaná železniční trať, v české části součást celostátní dráhy, propojující českou hlavní trať Přerov–Břeclav se slovenskou tratí Kúty – Sudoměřice nad Moravou.

## Historie
Trať byla zprovozněna roku 1889 a v roce 1891 byl na ní zahájen provoz osobní dopravy. Pozdější rozšiřování nádraží a přilehlé průmyslové zóny v Hodoníně si vyžádalo dvě přeložky této trati, poprvé v roce 1932 a podruhé roku 1955. V roce 1987 byla trať elektrizována, čímž bylo umožněno alternativní vedení elektrických (zejména nákladních) vlaků na trase Bratislava–Přerov kratší cestou mimo uzel Břeclav.
V roce 2004 byl na  trati zastaven pravidelný provoz osobní dopravy. V roce 2019, v období od 22. července do 31. října, se na tuto trať po 15 letech dočasně vrátila osobní doprava jako náhradní vlaková doprava za přerušenou autobusovou dopravu (linku 910 IDS JMK) po dobu rekonstrukce přeshraničního silničního mostu. Jezdily zde motorové vozy řady 809/810 v rozsahu deset párů vlaků v pracovní dny a šest párů o víkendech.

## Navazující tratě

### Hodonín
- Trať 255 Zaječí – Čejč – Mutěnice – Hodonín
- Trať 330 Břeclav – Hodonín – Rohatec – Moravský Písek – Staré Město u Uherského Hradiště – Otrokovice – Hulín – Přerov

### Holíč nad Moravou
- Trať 114 Kúty – Sudoměřice nad Moravou

## Stanice a zastávky

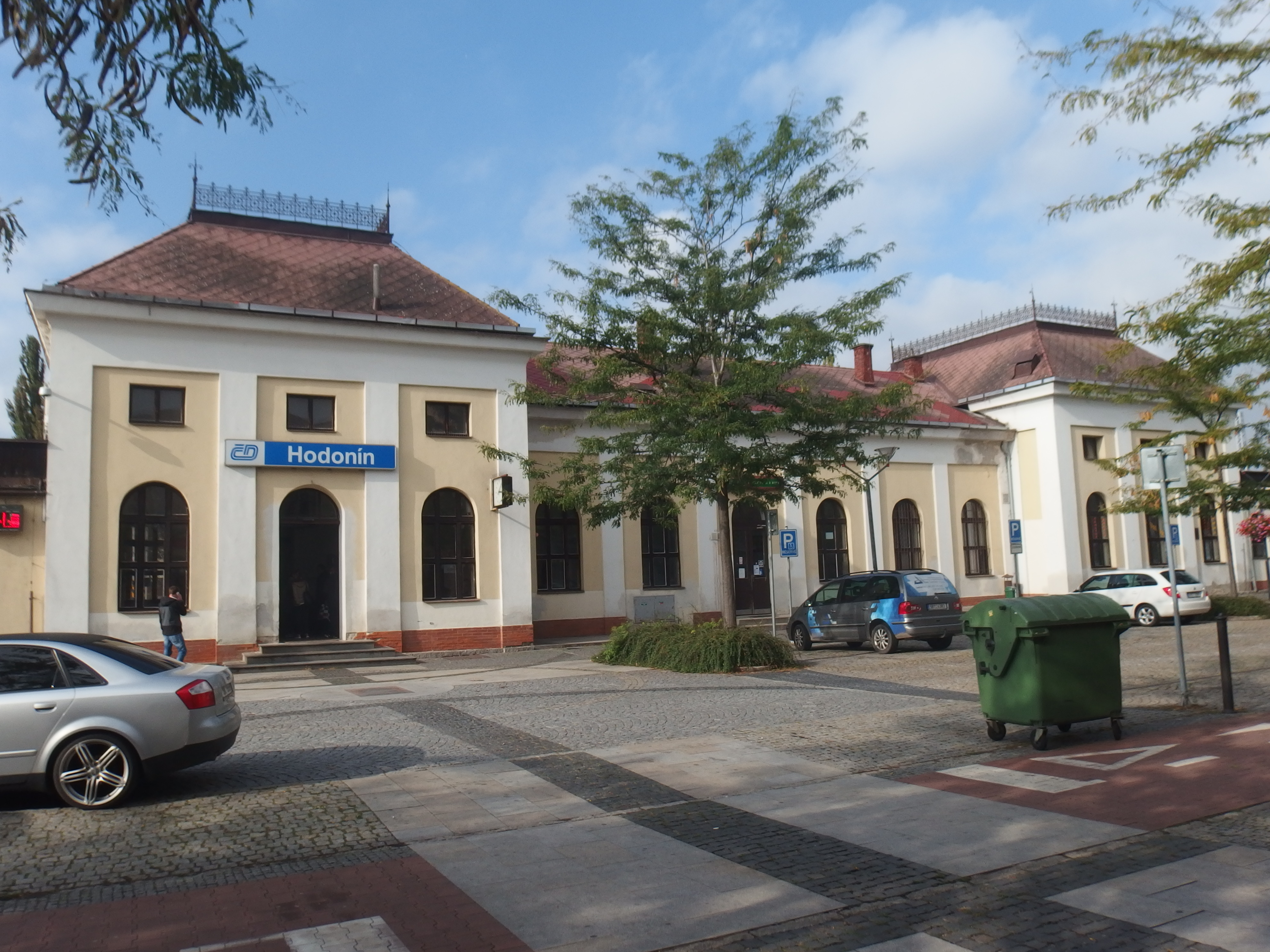
Hodonín
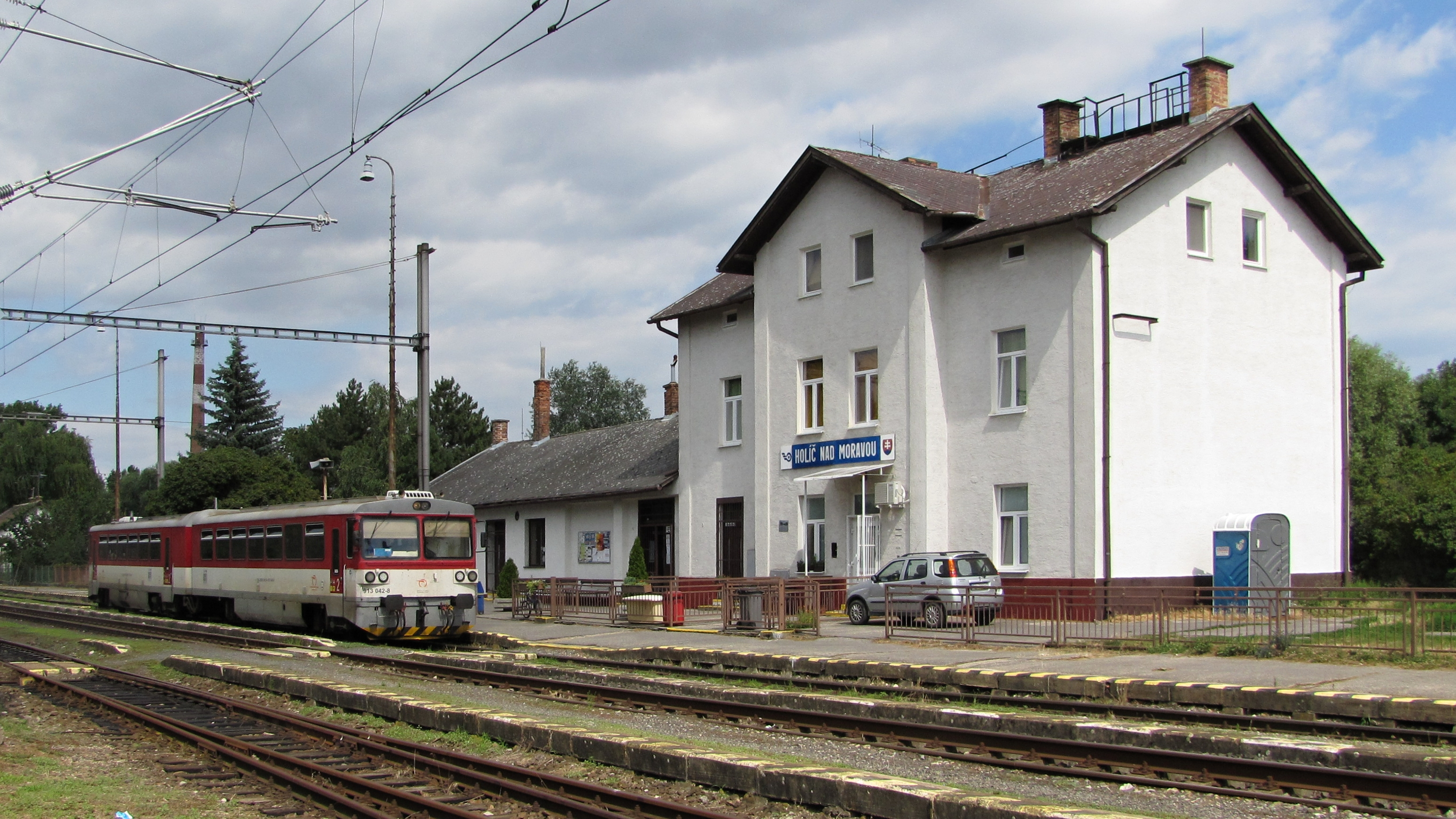
Holíč nad Moravou
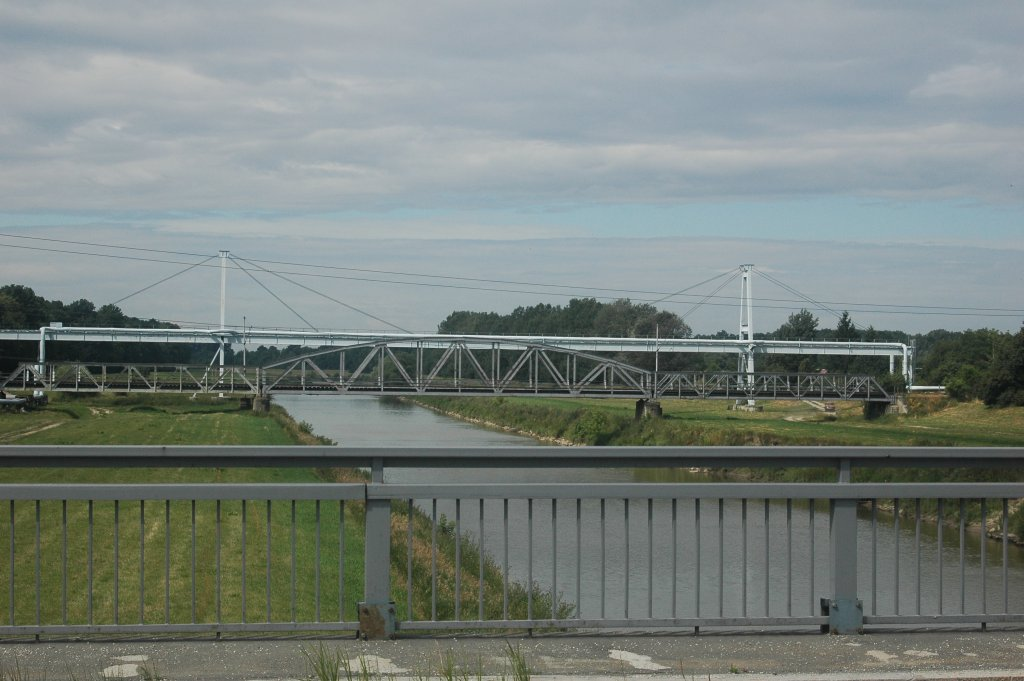
Železniční most přes řeku Moravu na hranici CZ/SK